# Naučná stezka Přírodní rezervace Štěpán
Naučná stezka Přírodní rezervace Štěpán nebo Naučná stezka Štěpán, je naučná stezka u rybníka Štěpán a jeho přilehlých luk a mokřadů na pravém břehu řeky Opava v přírodní rezervaci Štěpán a v Evropsky významné lokalitě Děhylovský potok – Štěpán. Geograficky se nachází na území Děhylova (okres Opava) a Martinova (Ostrava), nedaleko železniční trati Ostrava-Svinov – Opava východ, v pohoří Vítkovská vrchovina a v nížině Ostravská pánev v Moravskoslezském kraji v Horním Slezsku.

## Historie a popis stezky
Naučná stezka délky 2 km vede z Děhylova směrem k řece Opavě a přírodní rezervaci Štěpán, kolem rybníka Štěpán a řeky Opava až k rozcestníku U řeky Opavy. Stezka, která vznikla v roce 2009, má 10 zastavení s informačními panely, které jsou zaměřeny převážně na přírodu oblasti.

## Další informace
Naučná stezka je celoročně volně přístupná.

## Galerie

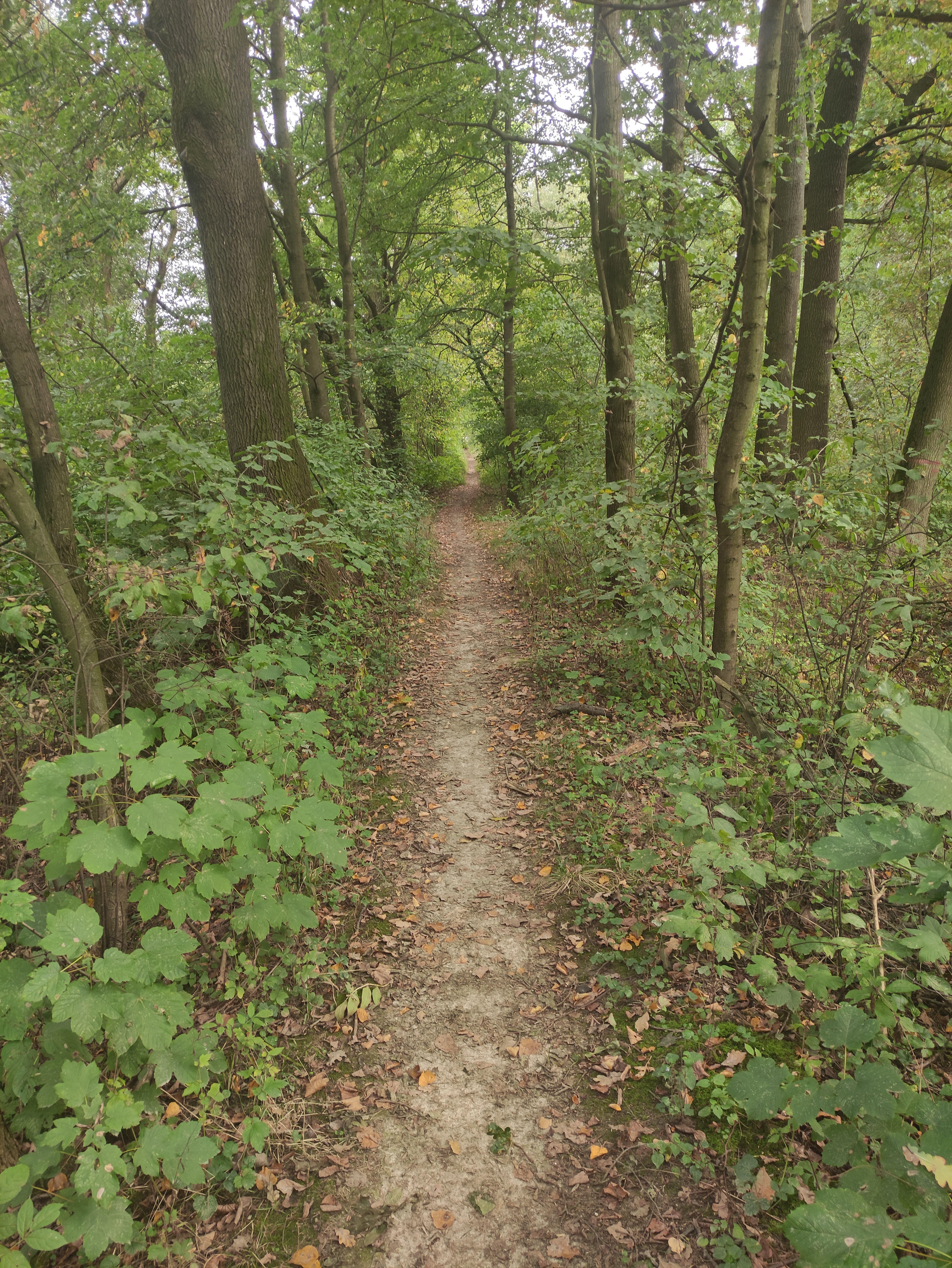
Stezka lesem
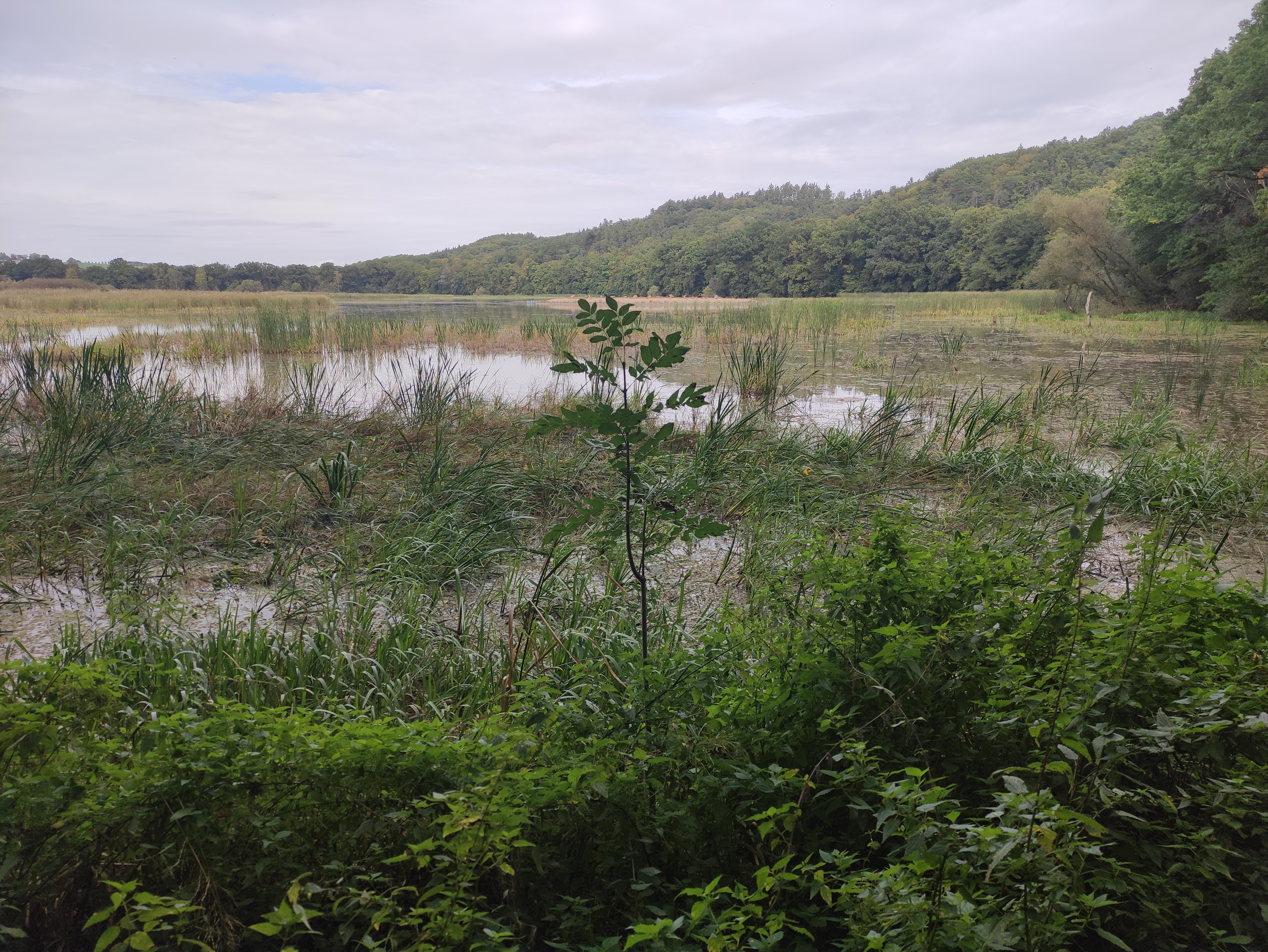
Výhled na rybník Štěpán
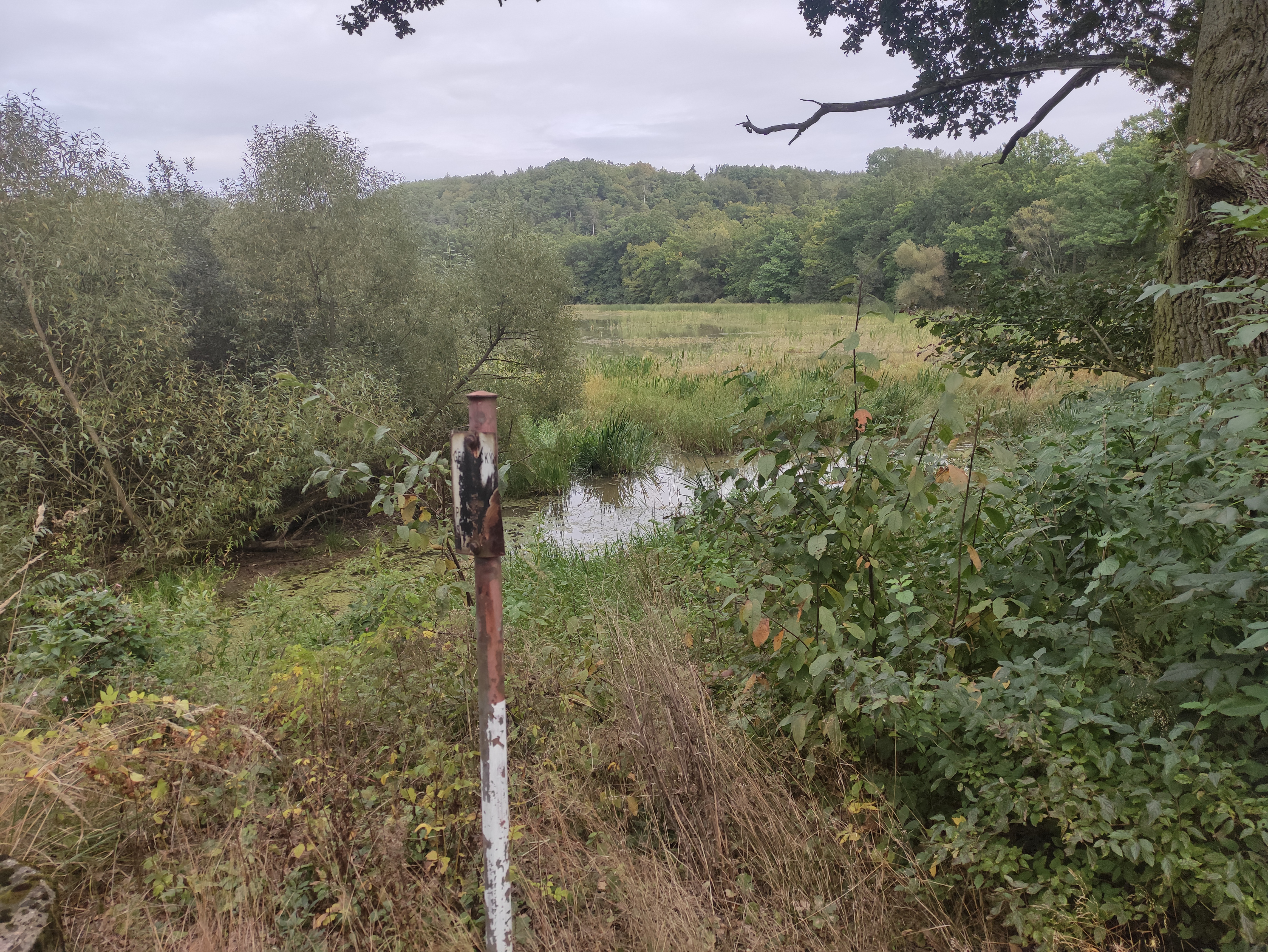
Výhled na rybník Štěpán